# Abhisit Vejjajiva
Abhisit Vejjajiva (Thai: อภิสิทธิ์ เวช ชา ชีวะ); nascido 3 de agosto de 1964) é um político tailandês que foi o 27 primeiro-ministro da Tailândia de 2008 a 2011 e é o atual líder do Partido Democrata. Como líder do segundo maior partido na Câmara dos Deputados, ele também era líder da oposição - cargo que ocupou a partir de dezembro de 2008 até de seu partido renunciasse em massa em 8 de dezembro de 2013. No mesmo mês, ele foi formalmente acusado de homicídio, devido à repressão aos manifestantes em 2010, que matou 90 pessoas.
Nascido na Inglaterra, Abhisit estudou no Eton College e obteve bacharelado e mestrado da Universidade de Oxford.
Ele foi eleito para o Parlamento da Tailândia aos 27 anos, e promovido a líder do partido democrata em 2005, após a renuncia de seu antecessor, devido à derrota do partido na eleição geral de 2005.
Abhisit foi nomeado primeiro-ministro da Tailândia, em 17 de dezembro de 2008, depois que o Tribunal Constitucional de Tailândia ter removido o primeiro-ministro Somchai Wongsawat do cargo. Aos 44 anos, ele foi o mais jovem primeiro-ministro do país, em mais de 60 anos.
O governo de Abhisit enfrentou grandes protestos em abril 2009 e de abril a maio de 2010, onde uma violenta repressão dos militares sobre os manifestantes deixou muitos mortos. Abhisit lançou um plano de reconciliação para investigar a repressão, mas o trabalho da comissão de investigação foi prejudicado por militares e agências do governo.